# Józef Kot
Józef Kot (ur. 17 marca 1919 w Łapajówce, zm. ?) – polski nauczyciel, poseł na Sejm PRL IV i V kadencji.

## Życiorys
Uzyskał wykształcenie średnie, z zawodu nauczyciel. Walczył w 2 Armii Wojska Polskiego, po wojnie mieszkał w Wojciechowie. Był zastępcą członka Naczelnego Komitetu Zjednoczonego Stronnictwa Ludowego oraz prezesem Powiatowego Komitetu ZSL w Lwówku Śląskim. W 1965 i 1969 uzyskiwał mandat posła na Sejm PRL w okręgu Jelenia Góra, przez dwie kadencje zasiadał w Komisji Budownictwa i Gospodarki Komunalnej.

## Ordery i odznaczenia[2]
- Złoty Krzyż Zasługi
- Krzyż Walecznych (4 maja 1970)
- Medal za Warszawę 1939–1945 (19 lipca 1947)
- Medal za Odrę, Nysę, Bałtyk (19 lipca 1947)
- Odznaka Grunwaldzka (19 lipca 1947)
- Odznaka pamiątkowa „Studzianki” (11 sierpnia 1962)